# Pedro Júnior
Pedro Júnior est un footballeur brésilien né le 29 janvier 1987. Il est attaquant.